# Bhagaván
A Bhagaván, néha: Bhagván, Bhagwan (szanszkrit: भगवान्, IAST : Bhagavān) Isten szanszkrit megfelelője. szó szerinti jelentése: szerencsés, áldott illetve az, aki teljességben rendelkezik valamennyi fenséggel. A bhagaván kifejezést nagyra becsült egyének tiszteletcímeként is használják, de többnyire Istenre vonatkozik. A bhágavata az a személy, aki a bhakti formájában tiszteli a Bhagavánt.
Az indiai teológia szerint Istennek három arculata van: Brahman, Paramátma és Bhagaván. Ebben a három arculatban Isten három alapvető tulajdonsága nyilvánul meg: szat (सत्, öröklét), csit (चित्, teljes tudás) és ánanda (आनन्द, végtelen gyönyör). A szat Brahmanban, a szat és a csit Paramátmában, a szat, a csit és az ánanda pedig Bhagavánban valósul meg. Bhagaván tehát Isten valamennyi tulajdonságát megnyilvánítja.
A modern szóhasználatban Bhagaván ugyanaz, mint Ísvara (ईश्वर), aki a vaisnavizmusban Krisnaként és Visnu más avatáraiként jelenik meg, a saivizmusban pedig Sivaként. Általában úgy fordítják mint: az Úr, a Legfelsőbb, Isten.
Vaisnava magyarázók egy frappáns analógiával tették érthetővé az Isten-felismerés három szintjét. A példázatban három egyszerű falusi ember álldogál a vasútállomáson és izgatottan várja, hogy befusson a vonat. Még egyikük sem látott soha vonatot, és most meg akarják nézni, hogy milyen. Egyszer csak az egyik meglát egy hatalmas szerkezetet, amely jelzőfényét előrevetítve közeledik a távolból. - Mi ez? - kérdezi a kísérőjétől. - Ez a vonat - feleli a kísérő. Az ember megköszöni a választ és elégedetten távozik, azt gondolva, hogy akkor ő már látta is a vonatot. 
Amikor a szerelvény bepöfög az állomásra, a második ember így kiált fel: - Nahát, itt a vonat! - Ő már nemcsak a jelzőfényt látta, hanem a mögüle előtűnő kocsikat is. Megnyugodva, hogy már mindent látott a vonatból, maga is távozik. 
A harmadik ember azonban még nem megy el, hanem türelmesen várakozik. Amikor a vonat valamennyi kocsija beérkezik az állomásra, megpillantja a kalauzt és látja azt is, hogy a kocsikban utasok ülnek. 
A három falusi visszaballag a falujába és mindenkinek elújságolja, mit látott. Noha kétség nem fér hozzá, hogy mindhárman ugyanazt a vonatot látták, a leírás, amit adnak, eltér egymástól: mindhárman más felismerésre tettek szert. A harmadik ember nyilvánvalóan teljesebb élménnyel tért haza, mint a társai, és erről őket is meg tudta győzni, ugyanis tökéletesen leírta nekik, amit ők láttak - sőt még annál többet is. 
Ha tovább bontjuk az analógiát, megállapíthatjuk, hogy az erős jelzőfény az Úr személytelen ragyogását jelképezi (Brahman). A konkrétabb valóságot elfedő jelzőfény az isteni szubsztancia gondolatát szimbolizálja, amely mögött a minden létezőt átható személyiség - Paramátmá - áll. A harmadik ember által látott kép Isten felismerésének legteljesebb szintje (Bhagaván), amikor a lélek találkozik az Istenség Legfelsőbb Személyiségével és személyes kapcsolatot alakít ki vele.
Az a jógi, aki megfelelően imádja Őt, megtapasztalja a Brahman- és a Paramátmá-megvalósítás révén elérhető öröklétet és tudást, ám emellett határtalan lelki gyönyörben is részesül. A Bhagaván-megvalósítás útját járó személy elnyeri Isten meghitt társaságát és végül mély és gazdag szerető kapcsolatot alakít ki vele. A vaisnavizmus azt tanítja, hogy a Bhagaván-megvalósítás a gjána-jóga és az astánga-jóga – és valamennyi vallásos folyamat – legmagasabb rendű tökéletessége.

## Fordítás
- Ez a szócikk részben vagy egészben  a   Bhagavan című angol Wikipédia-szócikk fordításán alapul.  Az eredeti cikk szerkesztőit annak laptörténete sorolja fel. Ez a jelzés csupán a megfogalmazás eredetét és a szerzői jogokat jelzi, nem szolgál a cikkben szereplő információk forrásmegjelöléseként.